# Sanford Ballard Dole
Sanford Ballard Dole (Honolulu, 23 aprile 1844 – Honolulu, 9 giugno 1926) è stato un politico e giurista prima del Regno delle Hawaii, del Governo provvisorio delle Hawaii, della Repubblica delle Hawaii ed infine del territorio delle Hawaii.
È stato l'unico presidente delle Hawaii, assicurando per le isole il trapasso dall'indipendenza all'annessione agli USA.

## Biografia
Nato in una famiglia di missionari protestanti, Dole faceva parte della comunità di immigrati europei e nord americani facoltosa e benestante, quell'élite di occidentali che dirigeva la vita politica e commerciale delle isole. Servendo come avvocato ed amico del re Kalākaua delle Hawaii e della regina Liliuokalani delle Hawaii riuscì a condurre il processo di occidentalizzazione della cultura e della società hawaiana.